# Льяйма
Лья́йма (исп. Llaima) — активный вулкан в Андах, располагается на западном склоне Главной Кордильеры в Чили, область Араукания. Является одним из крупнейших и наиболее активных вулканов Чили. Относится к стратовулканам, сложен преимущественно базальтом и андезитом. Высота 3125 м.
Название «Льяйма» с арауканского языка (язык индейцев мапуче) означает «кровавые вены» — на них похожи стекающие с вулкана потоки раскаленной лавы. Вулкан входит в состав национального парка Конгильио (Лос-Парагуас). На склонах произрастают араукариевые леса, с высоты 2000 м начинается снежный покров. На западном склоне располагается горнолыжный курорт Лас-Араукариас (Las Araucarias).

## География
Льяйма находится рядом с населёнными пунктами Мелипеуко и Вилькун, в 82 км к востоку от Темуко и в 663 км к югу от столицы страны. Вулкан имеет два кратера — один на вершине, второй на пике Пичильяйма (Pichillaima), который расположен немного юго-восточнее и имеет высоту 2920 м. Объём вулканического массива оценивается в 400 км³. Средняя высота местности вокруг Льяймы составляет примерно 740 м.
Льяйма и вулкан Сьерра-Невада расположены вокруг озера Конгильо. Со склонов Льяймы стекают реки Каптрен, Кепе (приток Каутина) и Труфултруфул (приток Альирена).

## Извержения

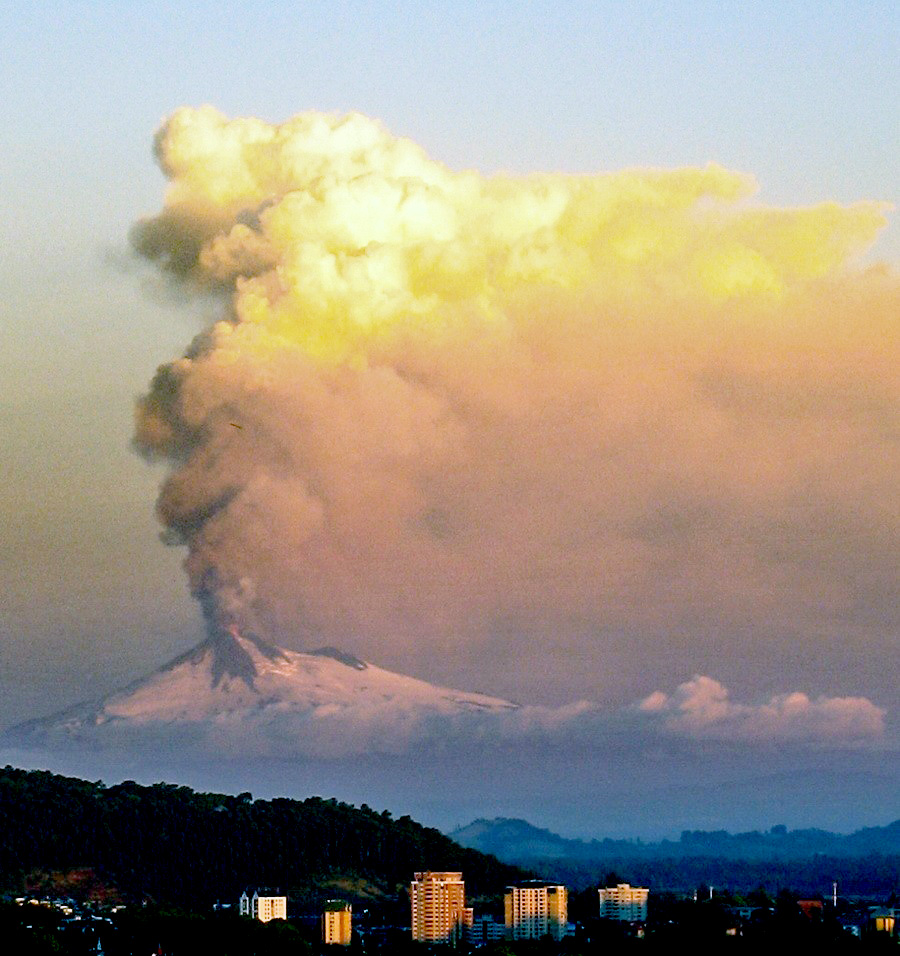
Извержение Льяймы в январе 2008 года

Вулканический конус появился в голоцене преимущественно путём аккумуляции лавовых потоков вокруг кальдеры шириной 8 км, которая сформировалась примерно 13,2 тыс. лет назад после извержения вулкана Куракотин. По склонам вулкана разбросано более 40 выходов фумарол. После окончания периода взрывных извержений примерно 7,2 тыс. лет назад рост вулкана продолжился в процессе извержений стромболианского, гавайского и изредка субплинианского типов. В XVII веке были зафиксированы частые взрывные извержения средней мощности, иногда с лавовыми потоками. Одно из крупных извержений произошло в 1994 году.
Извержение 1 января 2008 года привело к эвакуации нескольких сотен людей из близлежащих деревень. Высота эруптивной колоны составила примерно 3 км. Выброшенный Льяймой вулканический пепел был перенесён ветром через Анды на территорию Аргентины. Осадки пепла в провинции Неукен привели к отмене авиарейсов в аэропорту Президент Перон города Неукен. 4 января 2008 года шлейф из оксида серы достиг архипелага Тристан-да-Кунья в Атлантическом океане. Ещё одно извержение, произошедшее 2 июля 2008 года, привело к эвакуации 40 человек из 15-км зоны.
Извержение Льяймы 5 апреля 2009 года происходило с пирокластическими потоками, выбросами пепла и истечением лавы. Ненадолго затихнув 6 апреля, вулканическая активность продолжалась ещё в течение нескольких дней.